# Bad Pirawarth
Bad Pirawarth là một thị trấn ở huyện Gänserndorf trong bang Niederösterreich ở nước Áo. Đô thị này có diện tích 25,42 km², dân số năm 2001 là 1541 người.

## Các đơn vị hành chính
- Bad Pirawarth
- Kollnbrunn

## Người dân nổi tiếng
- Gerhard Ringel, sinh Kollnbrunn

Bản mẫu:Đô thị ở Gänserndorf